# Spear-fok
Koordináták: é. sz. 47° 31′ 24″, ny. h. 52° 37′ 10″47.523333°N 52.619444°W

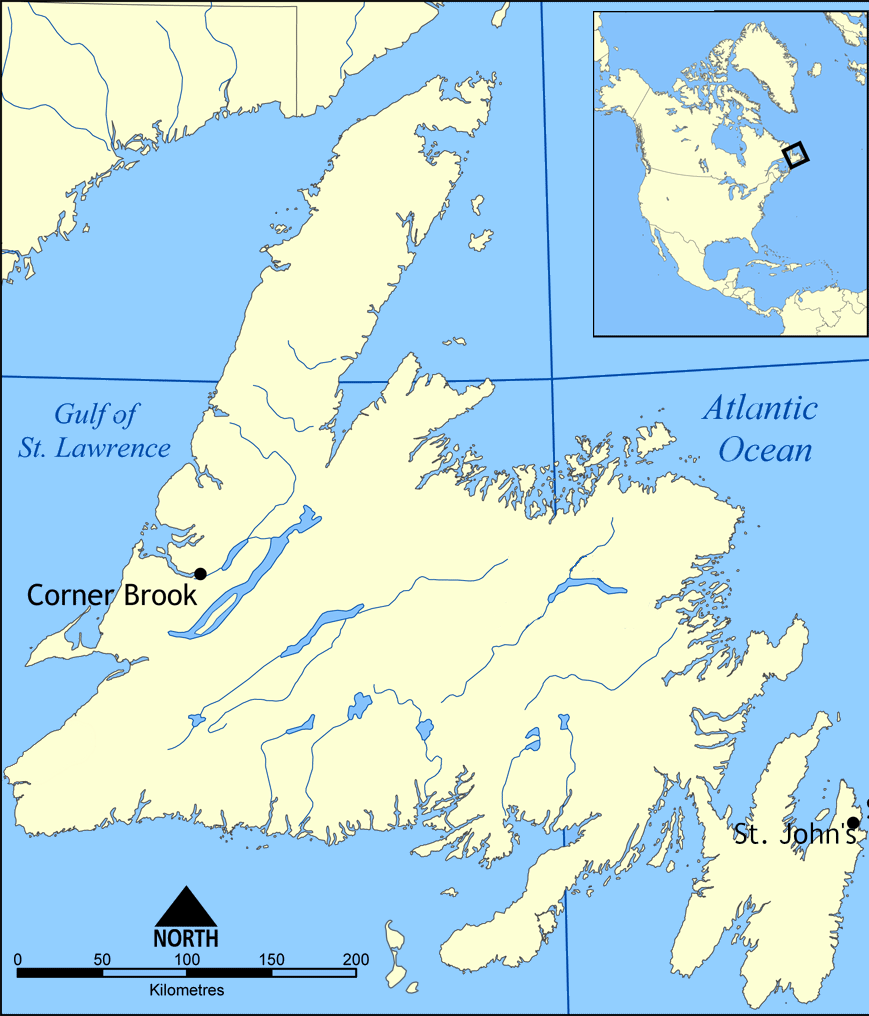
Újfundland térképe

Új-Fundland szigetén (Kanada), az Avalon-félsziget legkeletibb pontja a Spear-fok, amely tekinthető Észak-Amerika (Ny. h. 52° 37') legkeletibb pontjának is, amennyiben Grönlandot nem számítjuk Amerikához.
A St. John'shoz közeli partszakaszon 1836 óta áll világítótorony. A fából készült, négyszögletes alapú épület építése 1834-ben kezdődött. 1955-ben egy új betonépület készült az eredeti épület szomszédságában. Az eredeti épületet az 1939-es állapotában állították vissza. 

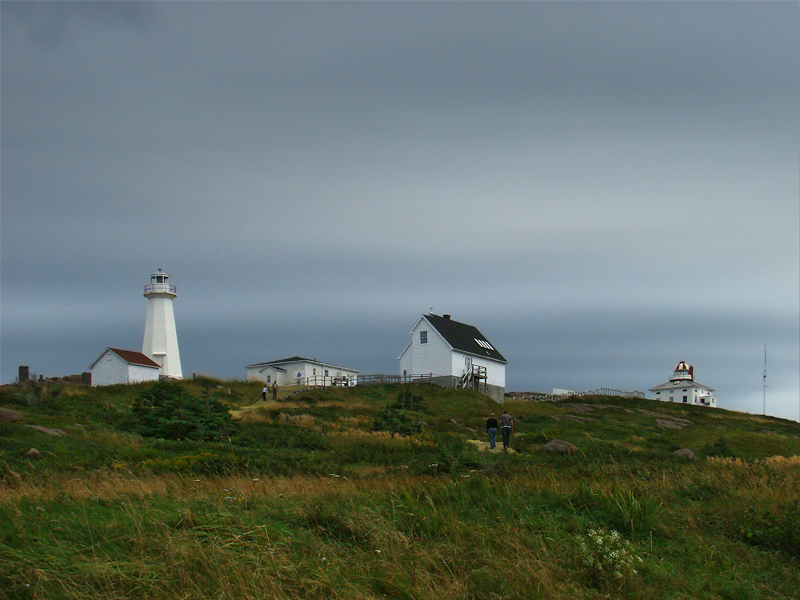
Az eredeti és az új világítótorony